# MiG-110 (航空機)
MiG-110(ロシア語: МиГ-110)はロシアのMiGがAn-24とAn-26の後継として開発していた民間用旅客・貨物飛行機。

## 概要
1980年代の終わりにMiGは偵察や破壊活動グループを輸送するための特別な目的の航空機開発の作業を始めた。航空機の要件には、高い飛行特性のほかに、舗装していない滑走路に確実に着陸し離陸出来ることが求められた。1990年代にMiGはこの計画の開発者に選ばれた。設計者としてはMiG-25を設計した"Н.З.Матюк" (後に"Л.Г.Шангелая"に変更）が選ばれた。1994年に政府は、連邦予算からのプログラムの資金調達に関する決定を採択し、翌年の1995年に開発が始まった。1997年8月には、フルスケールモックアップが委員会に示された。その後、ニジニ・ノヴゴロド航空機工場「ソコル」は、最初のプロトタイプの製造を開始した。1998年には、航空機のライセンス生産のための交渉がオーストリアで始められた。しかし、1998年以来、計画は急激に弱体化した。2000年には、ライセンス生産のためのオフセットプログラムとしてオーストリア空軍のMiG-29が含まれているとされたが合意には至らなかった。2001年には、飛行試験用のプロトタイプ製造のための設計文章がリリースされた。その後、ロシア国防省が実施したAn-26の後継となる軽量軍用輸送機を開発するための競争において、M-60LVTS、Tu-136T、Il-112Vなどと入札したが、2004年4月、Il-112Vが競合の末勝利した。軍はこれに強く反発していたが当時の政府には2機種を開発させるだけの資金がなかった。その後、計画は無期限凍結された。

## 計画への投資
MiGは、1997年の途中の段階で航空機の開発に約200億ルーブルの資金を投資した。1999年2月にはMiG-110Aの開発・生産のためオーストリアから投資された資金は約100百万ドルに達した。専門家によると、これの投資を回収するには約40-50機を販売する必要があるという。同クラスの国内民間航空の航空機の潜在的な需要は、約200機であった

## 設計
主翼は最適なホイールトラックや短いランディングギア設計を可能とする逆ガルウィング構成で揚力/抗力比を改善するためにウィングレットが組み込まれている。ポッドアンドブーム形式で、エンジンには2機のターボプロップエンジン（プラット・アンド・ホイットニー・カナダ製のPW127とクリーモフ製のTV7-117）が計画された。不整地や未舗装での運用を見越して着陸装置は強度の強いものが採用される。貨物室の寸法はほぼAn-72と同じで、2AK-Z、ZAC-1、1LK-09などの標準的な航空コンテナのほか、ラーダ・ニーヴァ、LuAZ-967、UAZ-469、GAZ-14、GAZ-3102を輸送することができ、寿命は25,000飛行時間を想定していた。

## 提案されていた形式
- MiG-110N – 旅客用形式。
- MiG-110NP – 純軍事的形式。
- MiG-110M – 西側のエンジンやアビオニクスを搭載した全天候短距離離着陸型の旅客/貨物混合形式[3]。
- MiG-110A – オーストリアでライセンス生産する予定であった共同計画用の形式[3]。
- MiG-110VT – ロシア空軍向け[3]。
- MiG-110RP – 捜索・救助/偵察型[3]。

## 特徴
出典: airwar.ru
諸元
- 乗員: 2名
- 定員: 48人の乗客または20人の空挺部隊
- ペイロード: 5,500kg
- 全長: 18.9m
- 全高: 5.4m
- 翼幅: 25m
- 最大離陸重量: 18,000kg
- 動力: プラット・アンド・ホイットニー・カナダ PW127Cまたはクリーモフ TV7-117SV ターボプロップエンジン、2,465kW(TV7-117S)[3] × 2

性能
- 最大速度: 550km/h
- 巡航速度: 500km/s
- フェリー飛行時航続距離: 3,775km
- 航続距離: 1,680km
- 実用上昇限度: 8,000km